# Pieter Nuyts (senior)

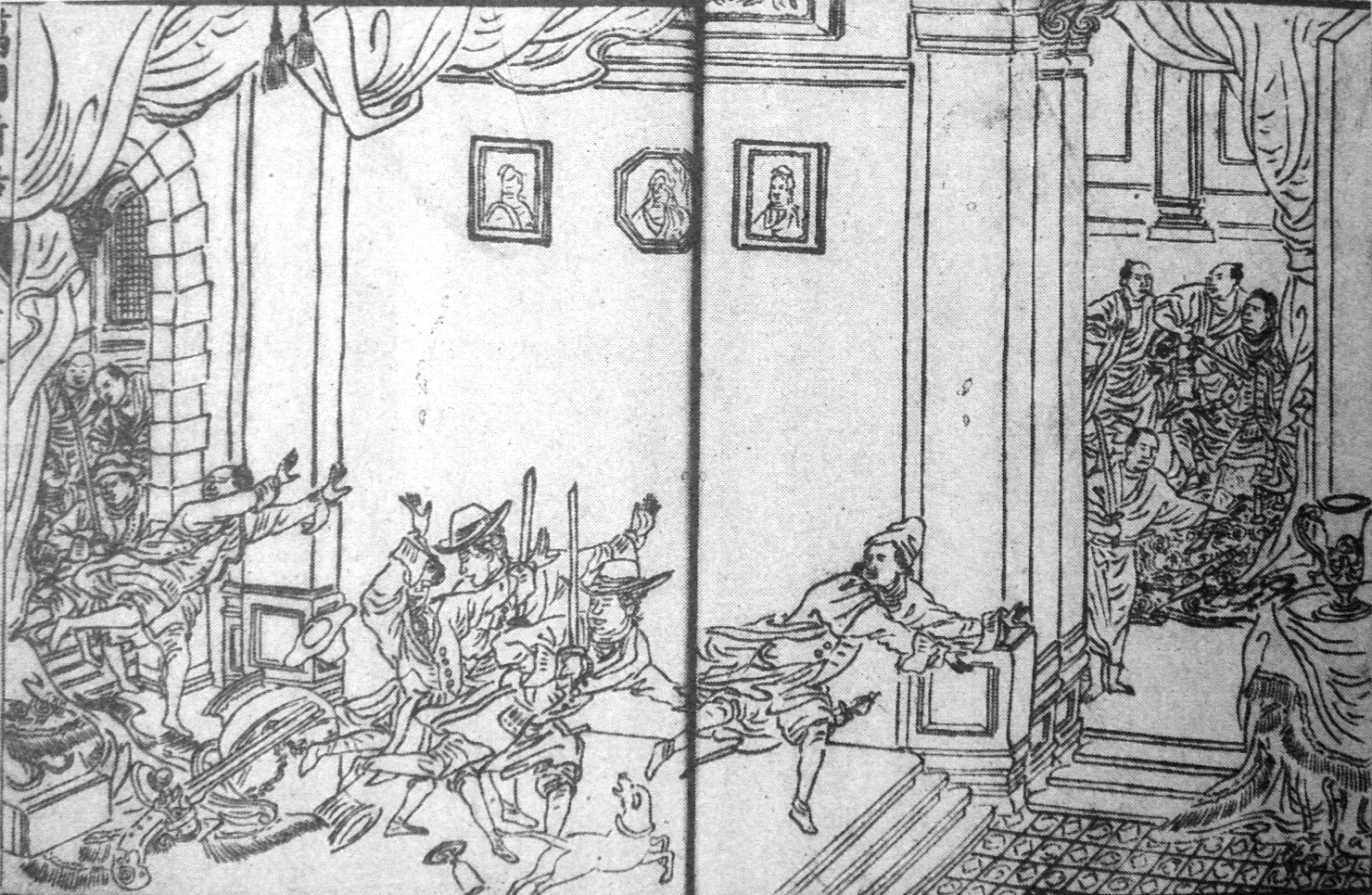
De gevangenneming van Pieter Nuyts door de Japanners.

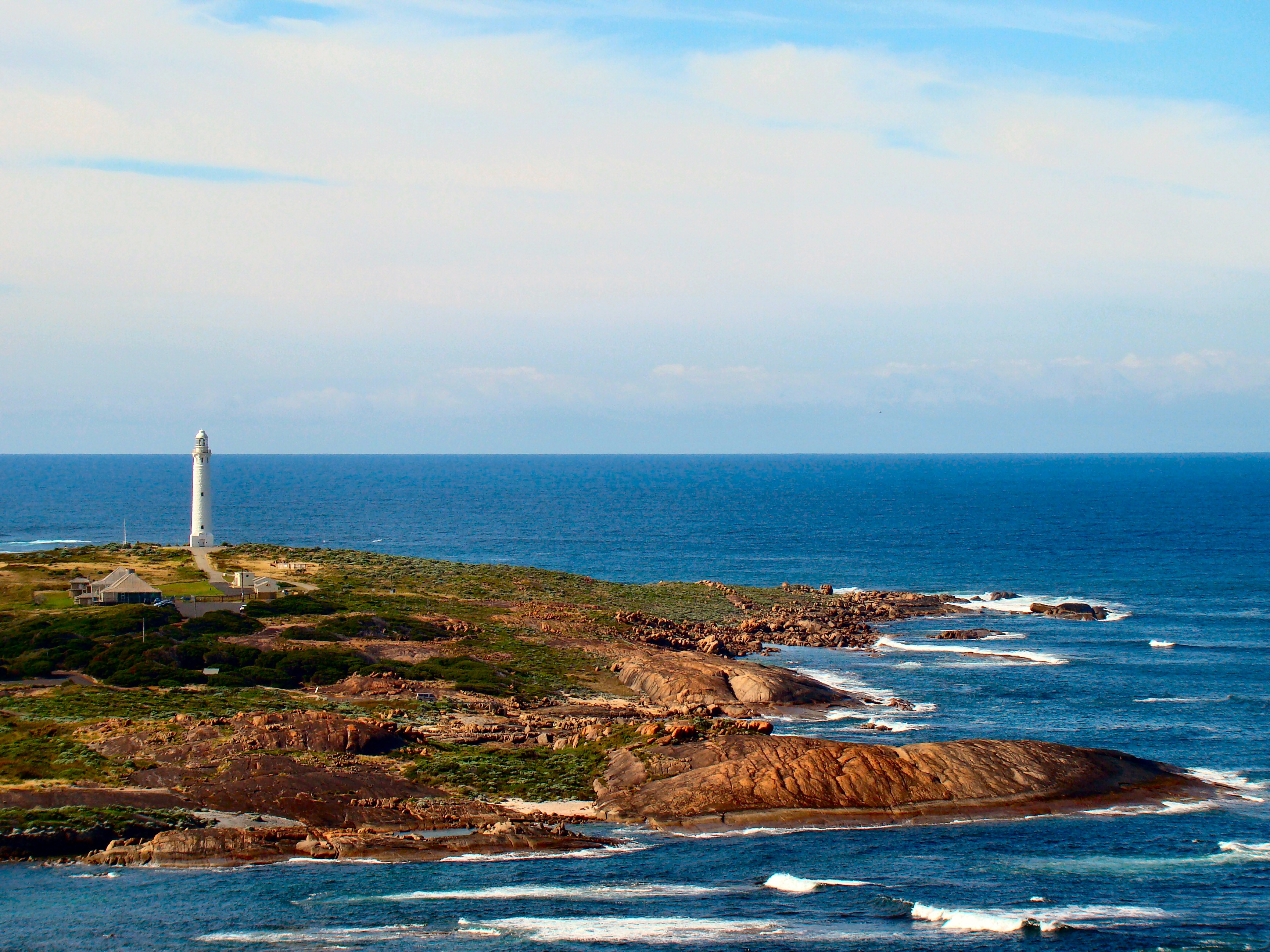
Kaap Leeuwin, op de uiterste Australische zuidwestkust, gezien vanuit het noorden.

Pieter Nuyts (Middelburg, 1598 – Hulst, 11 december 1655) was een koopman en gouverneur in dienst van de Vereenigde Oostindische Compagnie (VOC). In Australië zijn een parasitaire plant, plantengeslacht, eilandengroep, drie natuurparken, rif, kaap, straat en een wetenschappelijk tijdschrift naar hem vernoemd.

## Biografie
Nuyts was de zoon van een textielhandelaar uit Middelburg en studeerde filosofie aan de universiteit in Leiden Daar woonde hij in de Breestraat bij Thomas Erpenius, een oriëntalist en leerde er de Marokkaanse gezant Ahmad ibn Qasim Al-Hajarī kennen. Na zijn studie ging Nuyts terug naar Middelburg om de stoffenhandel van zijn vader over te nemen.

### 't Gulden Seepaert
In 1626 werd Nuyts benoemd tot buitengewoon Raad van Indië op Java. Samen met zijn vijfjarige zoon Laurens vertrok hij op 22 mei 1626 vanuit Vlissingen op het schip ''t Gulden Zeepaert onder het bevel van François Thijssen. Die had als opdracht meegekregen op weg naar Java het Zuydtland, het huidige Australië, in kaart te brengen. Eenmaal voorbij Kaap de Goede Hoop, dat niet werd aangedaan, voer het schip veel zuidelijker dan de bedoeling was en kwam uit bij Kaap Leeuwin, in het uiterste zuidwesten van Australië. Al varend naar het oosten werd voor het eerst van de zuidkust ongeveer 1500 kilometer in kaart gebracht.
Al het vasteland aan de zuidkust waar werd langs gevaren, kreeg de naam Land van Pieter Nuyts, om reden dat Nuyts de belangrijkste passagier aan boord was. Voor de zuidkust van Australië, bij wat nu Ceduna is, werd in januari 1627 een groepje eilanden ontdekt dat werd vernoemd naar Pieter Nuyts. Een van de eilanden werd St. Pieter genoemd, naar de patroonheilige van Nuyts. Hier werd omgedraaid en via de westkust naar Java gevaren.

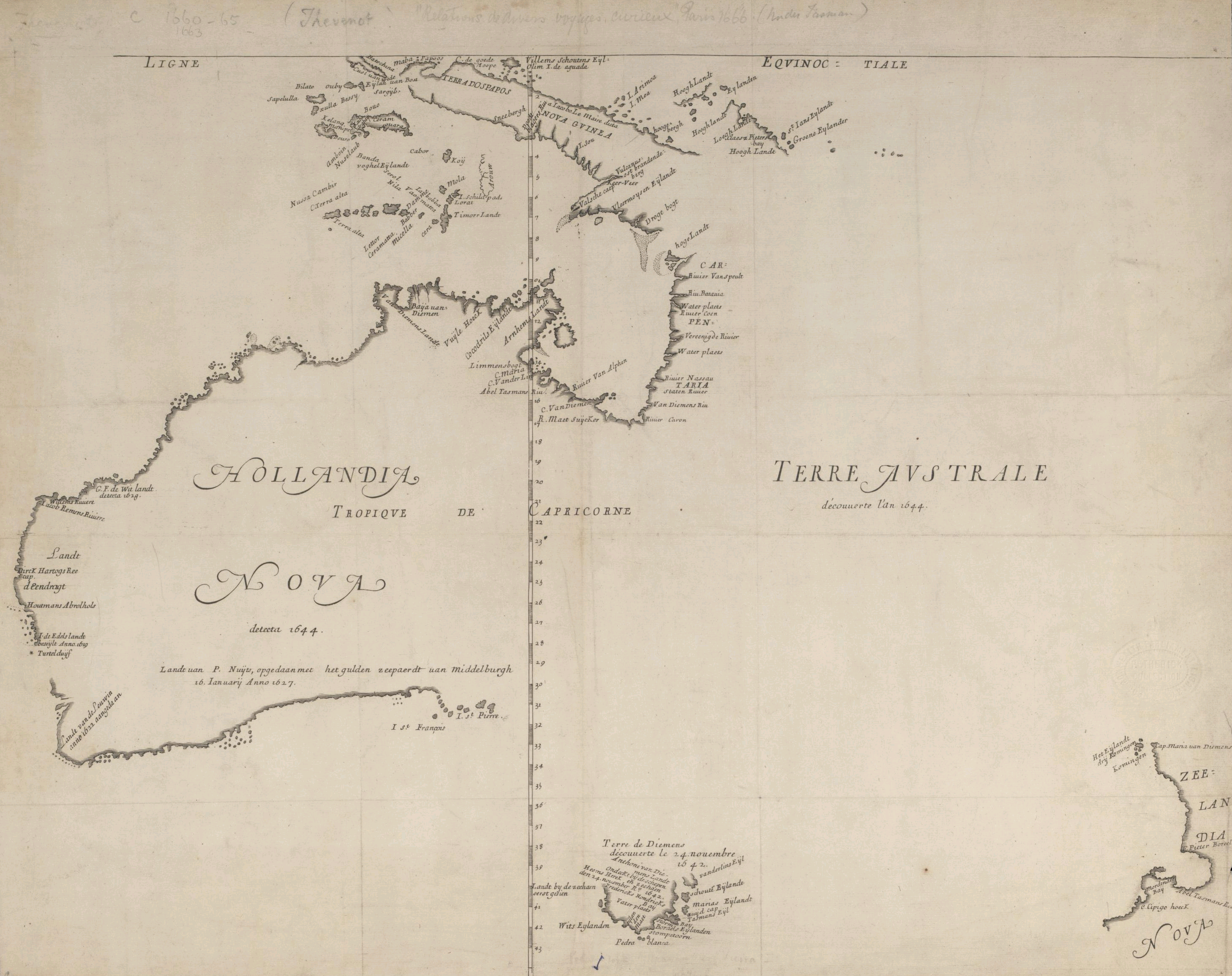
Kaart van Nieuw-Nederland door Melchisédech Thévenot (1670), gebaseerd op gegevens van Willem Janszoon en Abel Tasman; aangekocht door Eugenius van Savoye. De kaart van het vrijwel nog onbekende Australië laat de ligging van het Landt van P. Nuijts zien.

### Naar Japan
Op 10 april 1627 kwam Nuyts in Batavia aan, bezocht Pieter de Carpentier en werd binnen een maand benoemd tot gewoon Raad van Indië en tot gouverneur op Formosa. Zijn eerste opdracht was een bezoek te brengen aan de shogun in het Japanse Edo om problemen met de Japanners op Formosa op te lossen. De VOC had namelijk op Formosa de Japanners verplicht om tol te betalen als ze handel kwamen drijven. De Japanners weigerden echter daaraan te voldoen.
Nuyts vertrok op 12 mei 1627 met zijn zoon Laurens naar het eiland Hirado in Japan waar de VOC een factorij had. Hij kwam daar meteen al in conflict met het opperhoofd Cornelis van Nijenrode. Die adviseerde in navolging van een edict van de Raad van Indië om zich bij de shogun bescheiden op te stellen en om die reden slechts een klein gevolg mee te nemen van niet meer dan 24 personen. Nuyts daarentegen dacht dat het beter was om indruk te maken en nam een hofhouding mee van 240 personen.
Kort daarvoor was een op Formosa wonende kleine groep Japanners onder de koopman Hamada Yahei in Japan aangekomen. Deze wilde de shogun om bescherming vragen tegen de Hollanders en zelfs het eiland overdragen aan Japan. Nuyts wist dat te voorkomen door te vertellen dat het groepje geen officiële vertegenwoordiging uit Formosa was. Ook vertelde hij dat de VOC nooit Japanse rechten op Formosa zou erkennen.
De shogun dacht vervolgens dat Nuyts de ambassadeur van de 'koning' uit Holland was, waar hij al jarenlang om gevraagd had. Nuyts ontkende en gaf aan dat in Holland een opstand had plaatsgevonden en nu een republiek was. De shogun was ontstemd dat de Hollanders het wettige gezag hadden afgezet en liet Nuyts en zijn gevolg niet meer toe tot zijn paleis. Nuyts werd vervolgens gedwongen een overeenkomst te ondertekenen dat de VOC nooit meer de Japanse handel op Formosa zou belemmeren.

### Op Formosa

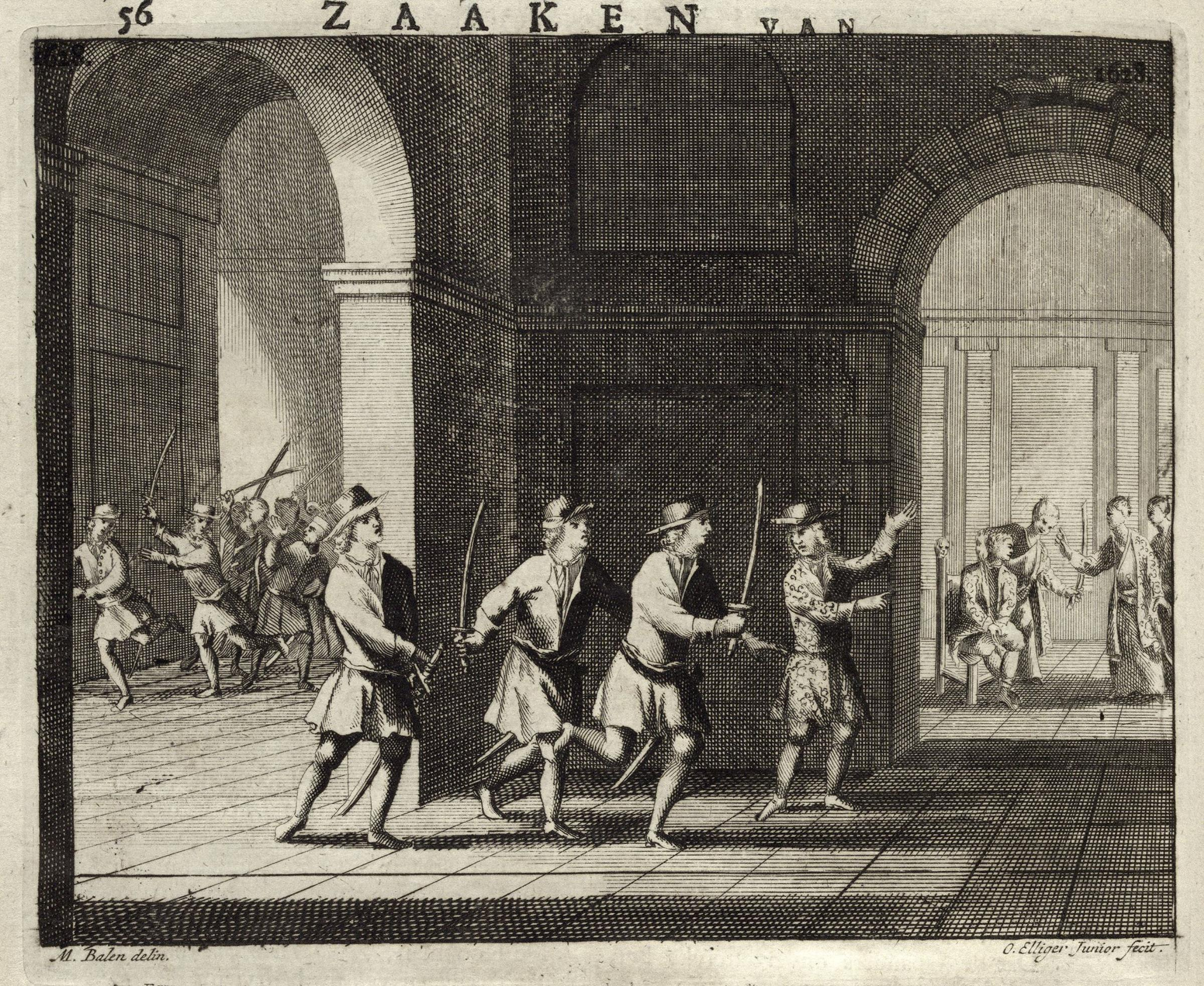
De gevangenneming van Pieter Nuyts door de Japanse samoerai.

Terug op Formosa had Nuyts naast de Japanners ook nog eens te maken met vijandige inlanders die rondom het fort Zeelandia woonden en met zeerovers die de handel op China belemmerden. De problemen die de VOC met de Japanners op Formosa had, werden door de inlandse bevolking niet gewaardeerd, evenmin de Hollandse zendingsdrift.
Op 26 april 1628 arriveerde Hamada met twee jonken op Formosa. Omdat Nuyts door Van Nijenrode gewaarschuwd was voor een mogelijk bloedig treffen, liet hij de wapens van de Japanners verzegelen en ontdoen van zeilen en roer. Hamada gijzelde daarop Nuyts, zijn zoon Laurens en de tolk Nederlands-Japans François Caron.
Na een week onderhandelen werd via Caron afgesproken dat Hamada met vijf gijzelaars, waaronder Laurens en Caron naar Japan mocht varen. Ook zou hij een flinke schadevergoeding meekrijgen in de vorm van 200 pikol Chinese zijde die de Japanners door de tussenkomst van Nuyts niet hadden kunnen kopen. Gelijktijdig zou een VOC-schip meevaren, met als gijzelaars vier hoge Japanse officieren en een zoon van Hamada. Als de Japanse jonk veilig in Japan gearriveerd was, zou iedereen zijn gijzelaars vrijlaten. Bij aankomst in Hirado werden de Hollanders echter gevangen gehouden, de factorij werd gesloten en het VOC-personeel gevangengezet.
Desondanks stuurde Nuyts de VOC-schepen Woerden en Heusden met ongeveer 300.000 gulden aan Chinese handelsgoederen aan boord, naar Japan. Bij aankomst werd het schip Heusden met al zijn waren in beslag genomen. Het schip Woerden was onderweg in een storm vergaan.
Nuys besloot de Chinezen op dezelfde wijze aan te pakken als de Japanners met hem hadden gedaan. In Amoy werd de Chinese admiraal Zheng Zhilong aan boord van een VOC-schip uitgenodigd en vervolgens vastgehouden, waarna hij het schip pas mocht verlaten nadat hij een handelsovereenkomst ondertekend had. Zheng had geen keus, aangezien Nuyts zijn jongere broer gegijzeld had, net zoals Hamada met Nuyts zoon gedaan had.
Nuyts, die nog steeds getrouwd was, nam op Formosa een inlandse tot zijn vrouw. Zij wilde eigenlijk niet met hem trouwen, maar na dreigementen aan het adres van haar ouders, gaf zij toe. Zij baarde een kind van hem, dat zij om het leven bracht.
Zijn tweede huwelijk weerhield Nuyts er niet van om diverse amoureuze betrekkingen met andere lokale schoonheden eropna te houden, waarbij hij een vertaler onder het bed had gepositioneerd. Regelmatig verbleef hij langere tijd in het dorp Sinkan om zich te verlustigen, soms tot drie weken lang. De soldaten die hij ter bescherming had meegenomen, gingen zich weleens te buiten aan ongewilde seksuele contacten. De klachten die hem daarover bereikten, lieten hem koud. De bevolking nam wraak door zesenzestig beschonken soldaten in de val te lokken en tot de laatste man uit te moorden.
Op wandelingen in de buurt van Fort Zeelandia nam Nuyts altijd een sergeant met een rotan stok mee. Als onderweg soldaten, matrozen of werklui Nuyts niet meteen op de juiste wijze groetten, kregen zij op voorspraak van Nuyts twee tot drie klappen met de rotan.
Gouverneur-Generaal Jan Pietersz. Coen ontbood hem naar Batavia om uitleg te geven over zijn "vuyle en onbetaemelijke lusten" met lokale vrouwen en zich te verantwoorden voor zijn contacten als VOC-landvoogd en gezant met de Japanners en Chinezen. Coen zou hij echter niet ontmoeten, want die was bij aankomst net overleden aan tyfus.
Nuyts gaf uiteindelijk toe dat hij fout gehandeld had en dat de Japanners op Formosa oudere rechten bezaten dan de Hollanders en werd gevangengezet. Op 9 mei 1630 werd Nuyts uit zijn ambt ontheven door de interim gouverneur-generaal Jacques Specx en gearresteerd. Hij werd veroordeeld tot een geldboete van 22.000 gulden. Op 29 december 1630 overleed zijn nog steeds gegijzelde zoon Laurens aan dysenterie en werd in Hirado begraven. Zijn vrouw kwam op 15 september 1631 in Batavia aan, samen met hun zoon Pieter en dochter Anna. Zijn echtgenote overleed op 22 oktober. Als gouverneur van Formosa werd hij opgevolgd door Hans Putmans.

### Gevangenschap in Japan
De problemen met Japan bleven voortduren en Nuyts kreeg het voorstel op vrijwillige basis naar Japan te gaan, maar hij weigerde. Daarop leverde Specx Nuyts alsnog uit aan de Japanners, die naar Hirado werd overgebracht. Daar aangekomen lieten de Japanners hem in eerste instantie met rust en Nuyts probeerde daarop vergeefs de leiding van de factorij over te nemen.
Uiteindelijk werd hij toch door de Japanners gevangengenomen. De gijzelaars kwamen vrij en Nuyts werd opgesloten in een kleine tempel die hij niet verlaten mocht, aan de overkant van de Kagami-gawa. Nuyts kreeg twee bedienden, waaronder een kok, ter beschikking en liet via een nicht klassieke literatuur overkomen. Het tempelterrein mocht hij echter niet verlaten. In gevangenschap schreef hij de Lof des Elephants en leerde er de Japanse taal. Hij kocht veel stoffen en voedsel, meer dan nodig was. De rekening werd volgens afspraak met de Japanners voldaan door de VOC.
Een VOC-rechtbank in Batavia verklaarde hem op 17 september 1633 onder andere schuldig aan dubbele boekhouding, het tegen de instructies in privé handel drijven, het onterecht gijzelen van de Chinese admiraal in Amoy, zelfverrijking, bigamie, de moord op de zesenzestig VOC-militairen, het niet voorkomen van de gijzeling op Formosa, het willen claimen van het opperhoofdschap in Hirado en het onheus behandelen van de Japanse keizer. Als straf werd de betaling van zijn gage stopgezet en werden al zijn bezittingen geconfisqueerd.
Cornelis van Nijenrode, Pieter van Santen, opperhoofden in Hirado, en de bekwame Joost Schouten raakten betrokken bij de lastige onderhandelingen om hem vrij te krijgen. Dankzij de bemiddeling van François Caron, die de gesprekken met de achterdochtige shogun Tokugawa Iemitsu overnam en als geschenk een kroonluchter had meegebracht, werd hij op 5 juli 1636 vrijgelaten.

### Terug naar Zeeland
Nuyts keerde in december 1637 terug naar Holland en de Heren XVII restitueerden 18.000 gulden, na een toezegging dat hij zich niet langer zou beklagen over het leed dat hem was aangedaan. Nuyts vertrok vervolgens naar Zeeuws-Vlaanderen en op 1 januari 1640 trouwde hij met Anna van Driel. Zij stierf negen maanden later bij de geboorte van hun zoon Pieter.
Vervolgens werd Nuyts drie keer benoemd tot burgemeester van Hulster Ambacht, het huidige Land van Hulst, en twee keer tot die van Hulst. Hij kwam daar opnieuw in opspraak wegens te veel geïnde belastingen. Na lang beraad werden alle resolutieboeken, notulen en processtukken in de schepenkamer verbrand. Op 26 april 1649 trouwde hij Agnes Granier en bleef tot aan zijn dood in welvaart leven. Zijn zoon betaalde na zijn overlijden het teveel aan betaalde belastingen terug. In 1670 bracht hij het werk Lof des Elephants uit. Hier is nog één exemplaar van, dat zich bevindt in de Koninklijke Bibliotheek in Den Haag.

## Nuyts Incident
Gedurende de Japanse bezetting van Taiwan (1895-1945) werd Pieter Nuyts genoemd in de geschiedenisboeken op de Taiwanese scholen. De kwestie met de gijzelingen werd aangehaald als het Nuyts Incident (ヌィッチ事件, noitsu jiken). Nuyts werd geportretteerd als een "typische arrogante westerse pestkop die de Japanse handelsrechten niet eerbiedigde en de rechten van de inlanders vertrapte".

## Vernoemingen

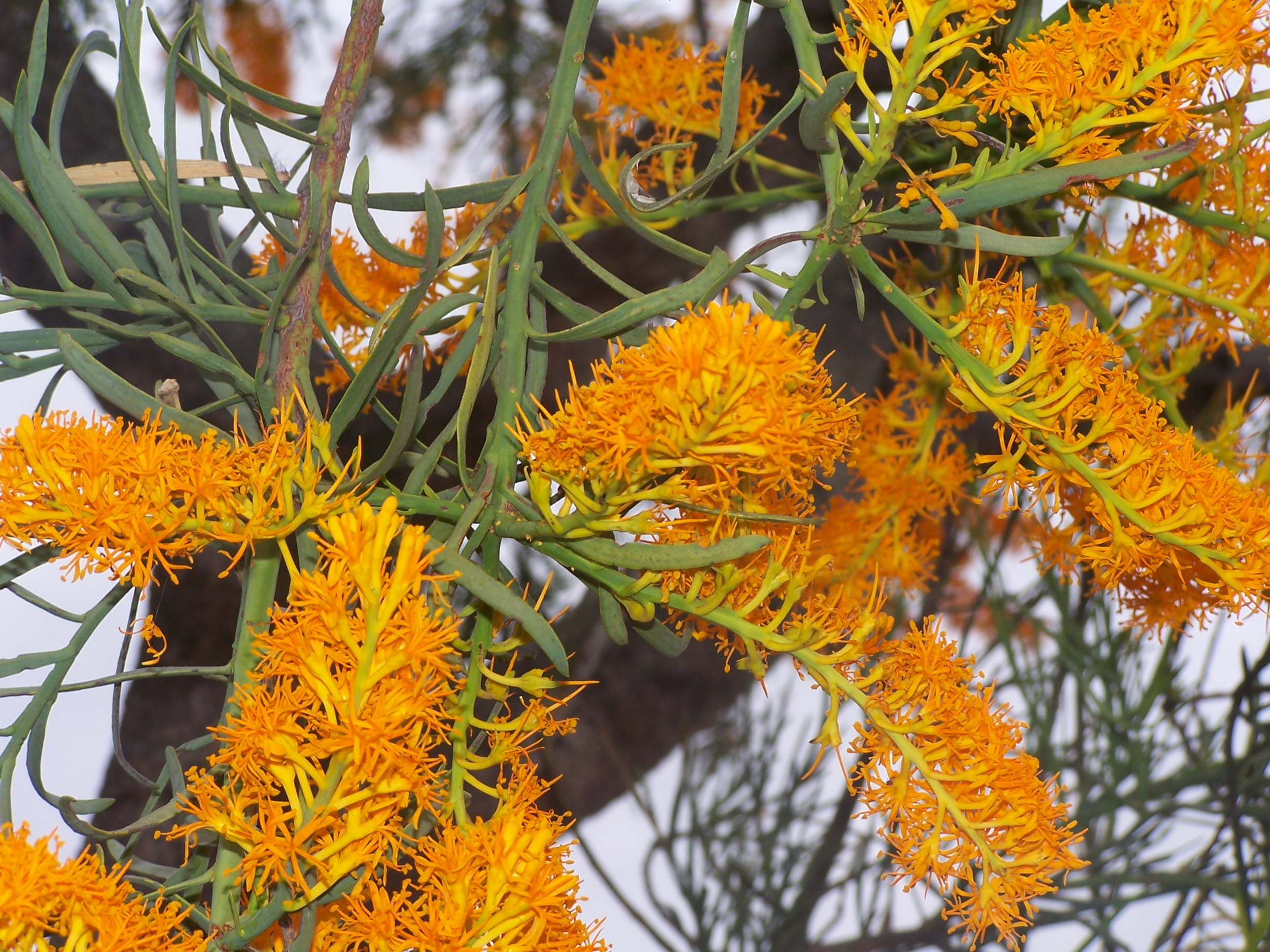
Nuytsia floribunda.

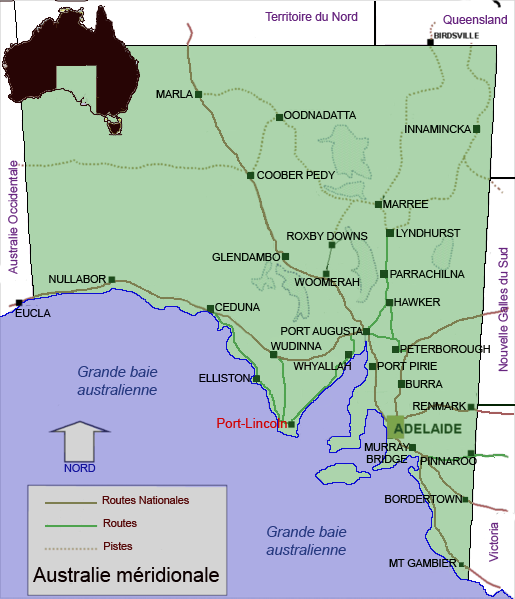

- Nuytsia floribunda, een halfparasiet uit West-Australië die tot tien meter hoog kan groeien. Het is de enige plant van het geslacht Nuytsia. De plant heeft felle oranje bloemen rond kersttijd en wordt daarom in de regio waar hij in de natuur groeit kerstboom genoemd. Het is een in West-Australië bekende plant.
- Nuytsia is een wetenschappelijk tijdschrift uit West-Australië over planten, algen en zwammen. Het is vernoemd naar de halfparasiet Nuytsia floribunda en wordt uitgegeven door de Australische overheid.[17]
- Point Nuyts, in het nationaal park D'Entrecasteaux aan de zuidwestkust van Australië. De coördinaten zijn 35° 04' 00" S 116° 38' 00" E.
- In het Nuyts Land District in het uiterste zuidoosten van de staat West-Australië ligt het Nuytsland Natuurreservaat op 32° 18' S 125° 52' OL. Het is 6.253,44 km² groot en heeft een kustlijn van ruim 500 km, van Cape Pasley tot aan Red Rocks Point.
- Nuyts Reef Conservation Park, een natuurpark in Zuid-Australië, in de buurt van de plaats Coorabie. De coördinaten zijn 32° 6' 41" S 132° 9' 10" E. Het bevat onder andere Kaap Nuyts en Nuyts Rif die op 28 januari 1802 door Matthew Flinders zijn vernoemd naar Nuyts.
- De Nuyts Archipel, een groep van ongeveer dertig kleine eilanden en riffen ligt vlak bij de kust van Zuid-Australië, tegenover Ceduna. Het dichtstbijzijnde eiland ligt minder dan vijf kilometer van de kust af.
- Het eiland St. Pieter, ten zuiden van Australië bij Ceduna, is in 1627 door François Thijssen vernoemd naar de patroonheilige van Pieter Nuyts.[18]
- Nuyts Archipelago Conservation Park, een natuurpark in Zuid-Australië, tegenover Ceduna. Het beslaat 22 eilanden en riffen.[19]
- Een straat in Red Hill (Australia Capital Territory) is vernoemd naar Pieter Nuyts, evenals enkele topografische en geologische kaarten.

## Trivia
- Een poëziealbum van Pieter Nuyts bevindt zich in de State Library van New South Wales. Het bevat 158 pagina's, waarvan er zesentwintig zijn beschreven in Arabisch, Latijn, Grieks-Hebreeuws en Spaans. Slechts twee pagina's zijn in het Nederlands. De Public Library in Victoria bezit een kopie die in 1869 geschonken werd door de Amsterdamse publicist en boekverkoper Frederik Muller.
- Jonathan Swift heeft volgens historicus Nic Klaassen en anderen de eilanden St. François en St. Pieter gebruikt als model voor de denkbeeldige eilanden Lilliput en Blefuscu in zijn boek Gullivers Reizen uit 1726.[20][21]
- De Zwitser J.P. Purry stelde in 1718 aan de VOC-bewindhebbers voor na te gaan of het Land van P. Nuyts geschikt was voor de stichting van een Nederlandse kolonie. Na een grondige studie werd het verzoek afgewezen.[22]
- Nuyts' zoon Pieter Nuyts (junior) (1640-1709) werd directeur van de Amsterdamse Schouwburg.

## Werken van Pieter Nuyts
- Nuyts, Pieter, Lof des Elephants (1634) (postuum uitgegeven door zijn zoon in 1670)
- Nuyts, Pieter, Beschrijvinge van Riviere Nylus in Aegypten (1635) (vermoedelijk nooit uitgegeven) [bron?]